# Molybdogompha
Molybdogompha là một chi bướm đêm thuộc họ Geometridae.